# Atelier Elvira

Aufdruck auf einem Revers von 1891 bis 1896

Das Atelier Elvira, ab 1894 „Hof-Atelier Elvira“ genannt, wurde 1887 von Anita Augspurg und Sophia Goudstikker als „Photographische Anstalt“ in München gegründet. Berühmtheit erlangte es durch die Arbeit der Gründerinnen in der Frauenbewegung. Eine Filiale bestand ab 1891 und hatte damals die Adresse Litera D 171 (heute Ludwigstrasse 22) in Augsburg. Der 1898 in der Von-der-Tann-Straße 15 errichtete spektakuläre Neubau des Münchner Ateliers durch August Endell war ein bedeutendes Bauwerk des Jugendstils.

## Geschichte

### Stammhaus München

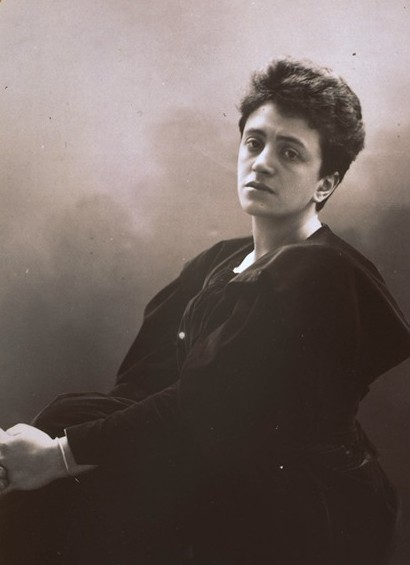
Sophia Goudstikker (um 1894)
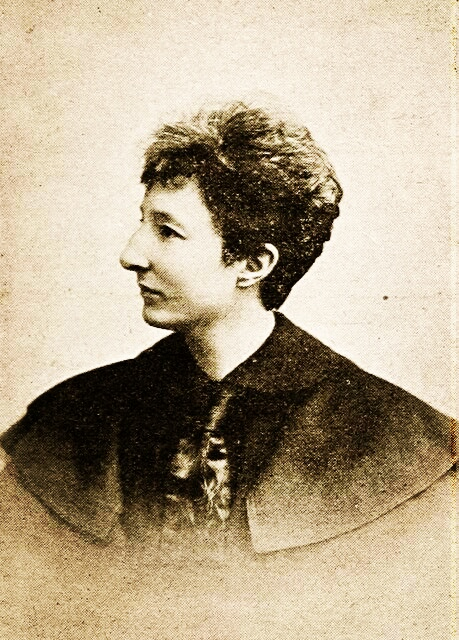
Anita Augspurg (1902)

Anita Augspurg und Sophia Goudstikker, die als Paar lebten, zogen 1886 von Dresden in das liberalere München. Beide ließen sich zu Fotografinnen ausbilden und eröffneten am 13. Juli 1887 das Münchner Atelier in der Von-der-Tann-Straße 15, unweit des Englischen Gartens und schräg gegenüber dem Prinz-Carl-Palais. Einer ihrer Schwerpunkte waren Kinderporträts, die wegen der damals langen Belichtungszeiten als schwierig galten. Auch viele Frauen – darunter namhafte Schriftstellerinnen und Frauenrechtlerinnen – ließen sich von Goudstikker porträtieren. Das Studio fand nicht nur bei wohlhabenden Bürgerinnen und Bürgern Anklang, sondern auch in adeligen Kreisen und bei gehobenen Hof- und Staatsbeamten. Mit Goudstikkers Ernennung im Februar 1894 zur königlich bayerischen Hof-Photographin durfte das Elvira zudem die Bezeichnung Hof-Atelier führen. Im Jahre 1890 war das Atelier als ordentliches Mitglied im Verein zur Pflege der Photographie und verwandter Künste zu Frankfurt a. M. eingetragen.

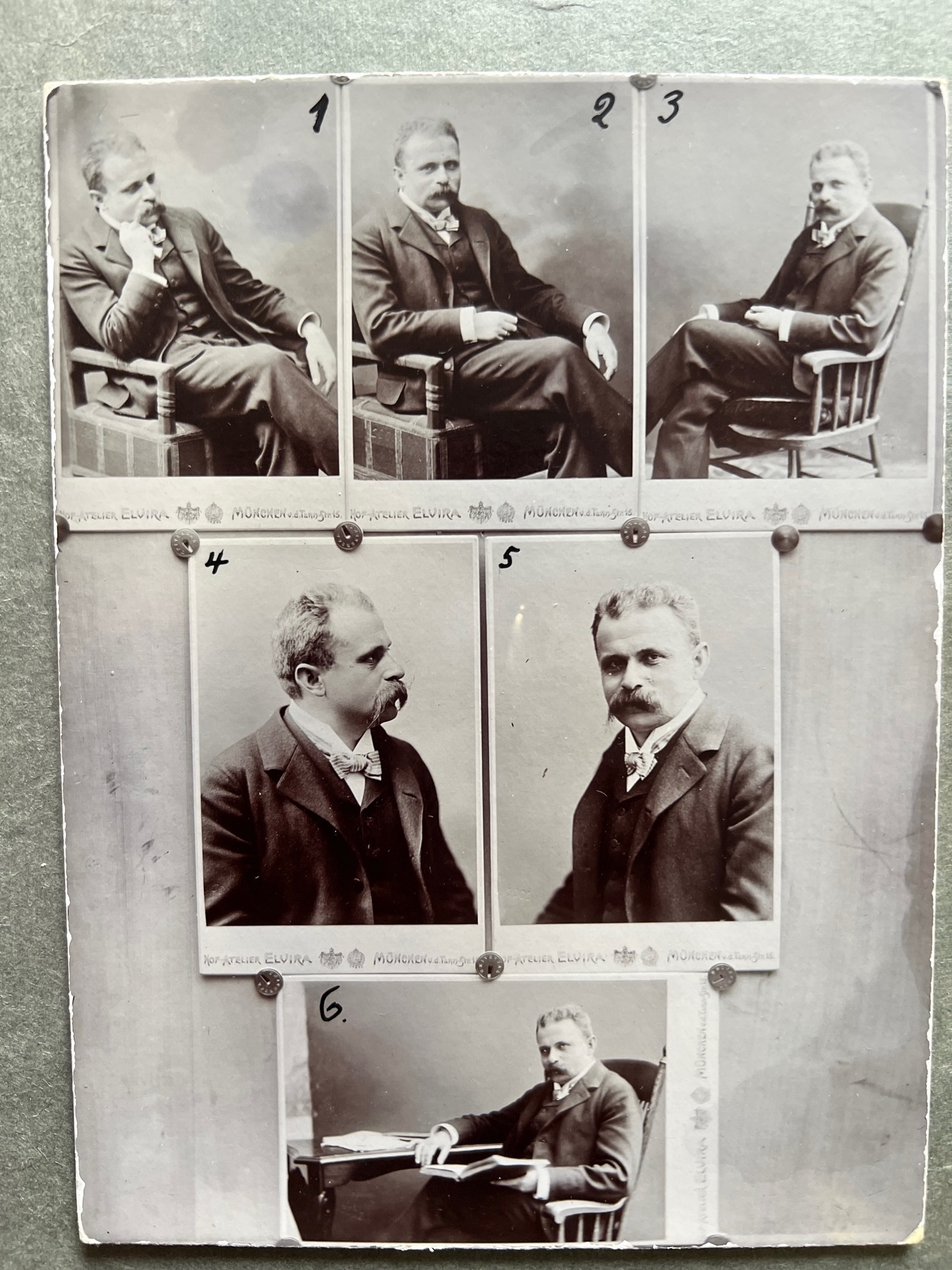
Früher "Kontaktabzug" in Postkartengröße mit Porträts von Johannes Müller

1897 entschlossen sich die Betreiberinnen zu einem Neubau, den Auftrag erhielt der junge Grafiker, Kunstschriftsteller und Innenarchitekt August Endell. In einem Brief von November 1897 schreibt er: Ich werde voraussichtlich schon nächstes Frühjahr bauen. Nur klein, aber alles, die gesamte Innendekoration, Türen, Fensterfriese, Kapitelle, Simse, gemalte Ornamente, Treppengeländer, Gitter, schmiedeeiserne Türen... Die Genehmigung lag im April 1898 vor, nicht ohne die bissige Bemerkung eines Beamten, die Entwürfe des Autodidakten Endell wären ein „Hohn auf die Kunst des Zeichnens“. Im Sommer 1898 begannen die Bauarbeiten an dem Atelier und an einem durch einen Garten abgegrenzten Wohnhaus (Königinstraße 3a). Die Fenster der Fassade hatten eingebuchtete obere Ecken und gewellte Sprossen. Das Schmiedegitter der Eingangstür erhielt die Form eines Stachelgewächses. Die Arbeiten am rätselhaften Fassadenrelief, im Volksmund bald u. a. freundlich als 'Drache' bezeichnet, übernahm der 17-jährige Bildhauer und Stukkateur Josef Hartwig. Das Auftragen der Mörtelmasse dauerte vier Wochen, das Außenmaß betrug 13 × 7 Meter. Die Wand war meergrün gestrichen, die Ornamente rosaviolett und türkis. Die Decke des Empfangszimmers dominierte ein plastisches, wurzelstockähnliches Gebilde, dahinter öffnete sich der Raum mit einem Rundbogen zu einer 180-Grad gewundenen Treppe mit geschwungenem Geländer und einer Standleuchte mit floralen Formen. Die Treppe erhielt Licht durch ein schräges Glasdach. Beim zugleich entstehenden Wohnhaus verzichtete Endell auf Ornamente. Die Formen waren bewusst vieldeutig und sollten möglichst verschiedenartigste Assoziationen zulassen. So mag für das Atelier Elvira in besonderem Maße gelten, was Ulrich Simon für den Jugendstil generell konstatiert hat, nämlich, dass er vor allen Dingen für sich selbst Reklame mache.

### Bedeutung von Empfangssalon und Fassadenrelief
Endell vermied jede Nähe zu dem von ihm als überkommen empfundenen Naturalismus. Insbesondere die Fassade regte zu bissigen Kommentaren an: Das Haus sei im „Polypenrokoko“ errichtet, eine „Drachenburg“ oder „Chinesische Botschaft“. Tatsächlich gehen die Motive des Innenraums auf das Vorbild des von dem Architekten Victor Horta gestalteten Empfangsraums des Hôtel Tassel in Brüssel, 1892–1893, zurück und stellen eine Unterwasserwelt dar. Der Kunsthistoriker und Jugendstil-Experte Graham Dry publizierte 2022 einen Aufsatz, in dem er hierzu Parallelen herstellt, und darüber hinaus zeigt er, dass es sich bei dem sogenannten „Drachenornament“ um eine formale Verschmelzung zweier ikonenhafter Kunstwerke aus Florenz und Japan handelt, wobei es Endell um deren Bewegungsenergie geht: Um „Die große Welle vor Kanagawa“ von Katsushika Hokusai, Tokio 1830–1832, und um Sandro Boticellis „Die Geburt der Venus“, Florenz um 1485. Die brechende Wellenbewegung drehte er dabei auf den Kopf, Botticellis von vorne gemalte Venus, die im Fassadenornament mit wehenden Haaren in einer Muschelschale auf der nach oben schäumenden Welle steht, gestaltet er in stark reduzierter Form im Profil. Endells „Ornament“  sei jedoch nicht bedeutungslose Formkunst, wie von ihm eigentlich propagiert, schreibt Graham Dry, „sondern eine Synthese von zwei allseits bekannten kunstgeschichtlichen Vorbildern, die den harten Kampf der Frauenbewegung gegen die Tyrannei und Bevormundung der Männer symbolisiert“. Das „Ornament“, wie Endell sein Fassadenrelief immer sehr vage nannte, ist also als Symbol der nach vorne drängenden, unaufhaltsamen Frauenbewegung zu verstehen.

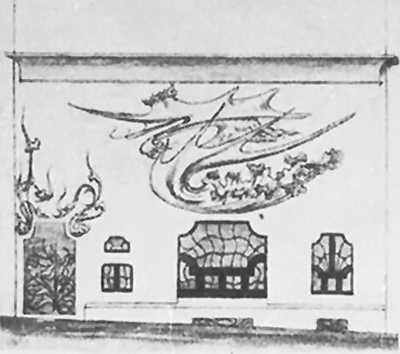
Entwurfszeichnung Endells
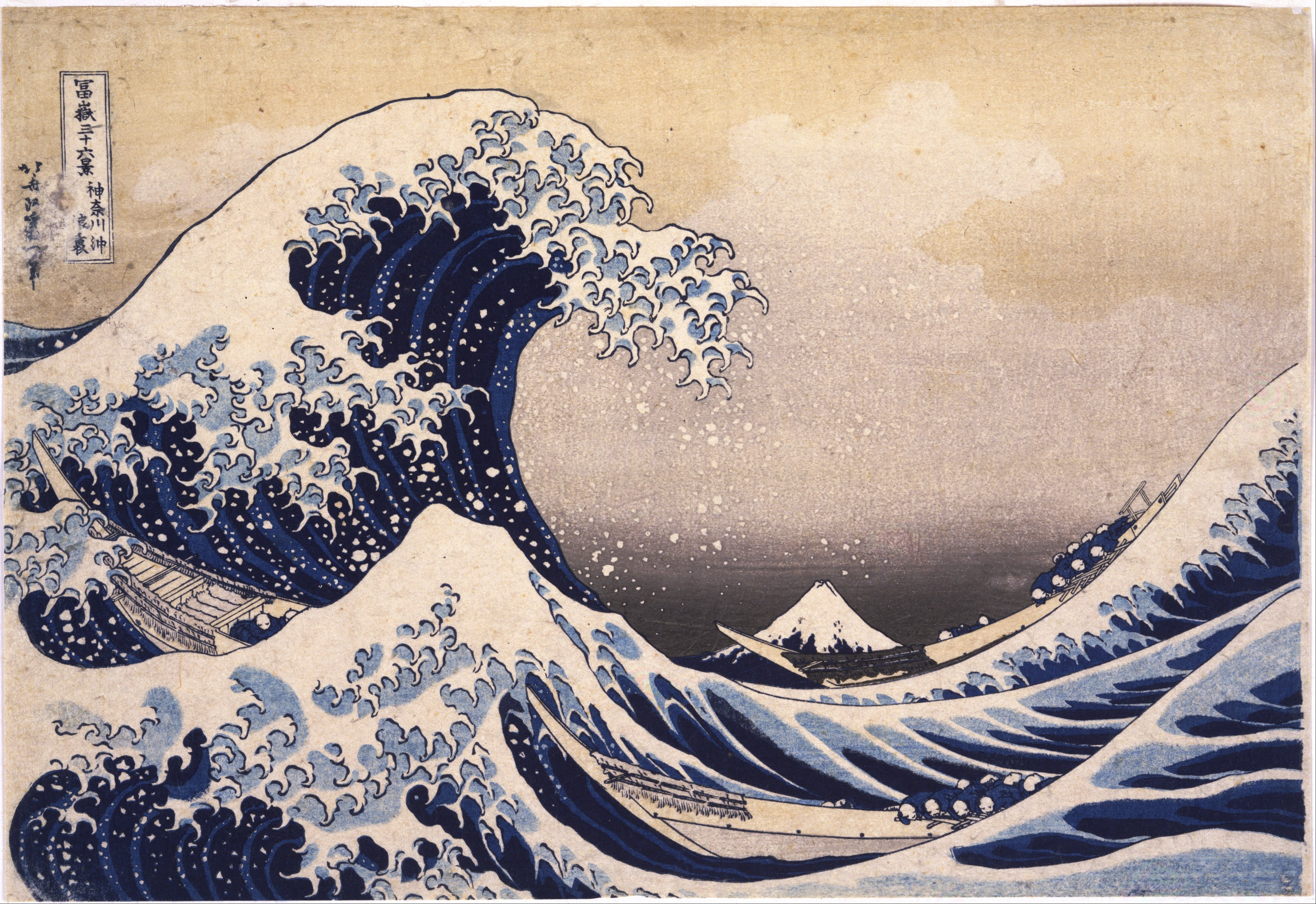
Katsushika Hokusai - Die große Welle vor Kanagawa
Sandro Botticelli - Die Geburt der Venus
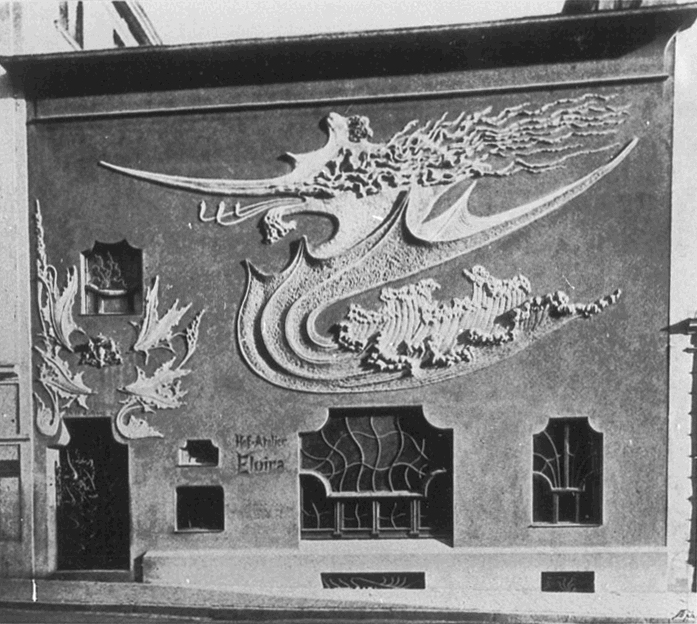
Die fertig ausgeführte Fassade (um 1900)

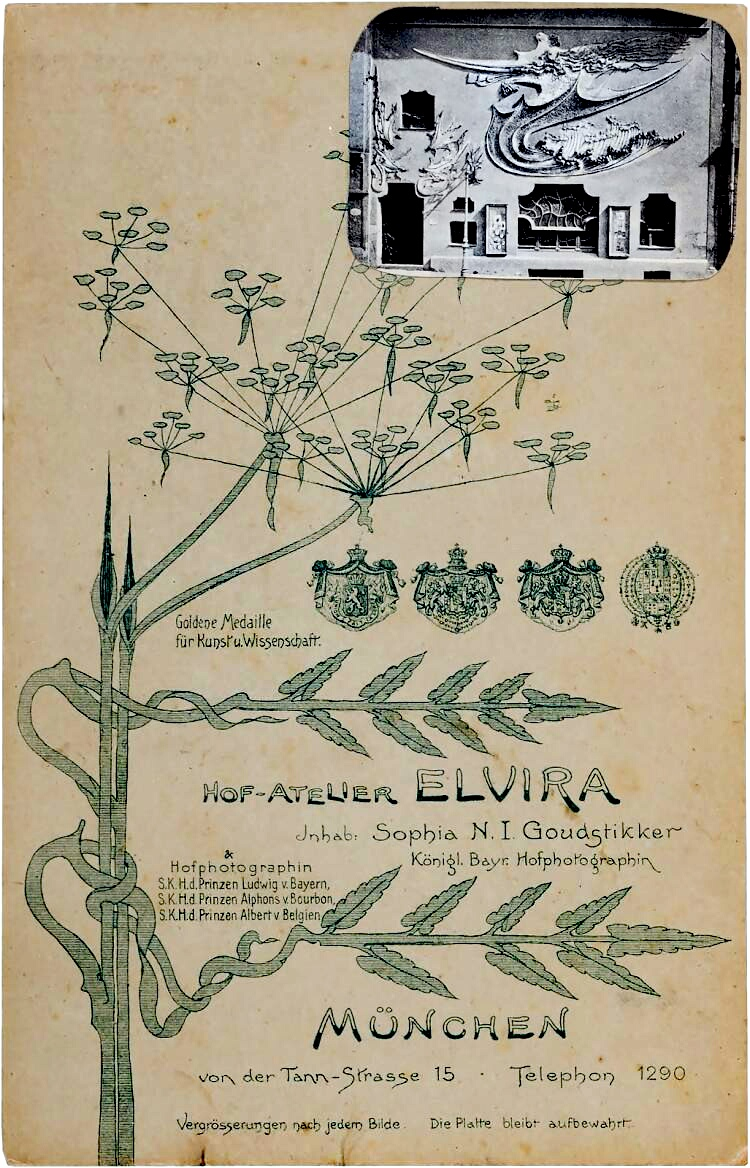
Logo (Revers, 1904)

Die beiden Gründerinnen trennten sich bald nach der Fertigstellung des Hauses, und Goudstikker führte den Betrieb allein weiter. 1907 verkaufte Augspurg ihren Anteil an Goudstikker, und diese verpachtete im Jahr 1908 das Atelier an die 28-jährige Fotografin Emma Uibeleisen, um sich selbst stärker ihrer Arbeit für die Frauenbewegung widmen zu können. Nach dem folgenden Ersten Weltkrieg blieb die alte Kundschaft jedoch größtenteils aus, und als Uibeleisen 1928 starb, fand sich keine Nachfolgerin. Im Herbst 1933 wurde im Haus eine SA-Einheit einquartiert, später, im Zuge der Neugestaltung der Von-der-Tann-Straße als Hauptzufahrt zum Haus der Deutschen Kunst eine provisorische Baukantine. 1937 wurde das „Drachenornament“ abgeschlagen und übertüncht; das Haus selbst sollte einem Arkadenbau weichen, was während des Zweiten Weltkrieges verworfen wurde. Während eines Bombenangriffes in der Nacht des 24. auf den 25. April 1944 wurde es schwer beschädigt. Der Freistaat Bayern erwarb nach dem Krieg das Grundstück, die Ruinen des Ateliers und Wohnhauses wurden abgetragen und das Grundstück den USA für den Neubau ihres Generalkonsulatsgebäudes überlassen.

### Filiale Augsburg
Augspurg und Goudstikker richteten 1891 in Augsburg im Hinterhof des Hauses Litera D 171 (Ludwigstraße 22) ein Filialatelier unter der Leitung der erst 17 Jahre alten Mathilde Nora Goudstikker, Sophias jüngerer Schwester ein. Unter demselben Namen, aber wechselnden Betreibern bestand dieses bis 1944. Am 26. Februar 1944 wurde es von Bomben zerstört.

## Ausstellungen
- 1985 Hof-Atelier Elvira 1887–1928. Ästheten, Emanzen, Aristokraten, Fotomuseum des Münchner Stadtmuseums, 13. Dezember 1985 bis 2. März 1986[9]
- 2022 Die modernen Frauen des Atelier Elvira in München und Augsburg 1887–1908, Kunstsammlungen und Museen Augsburg, 25. Juni bis 25. September 2022[10]

## Arbeiten (Auswahl)

Anita Augspurg, Marie Stritt, Lily von Gizycki, Minna Cauer und Sophia Goudstikker (von li. nach re.), um 1894
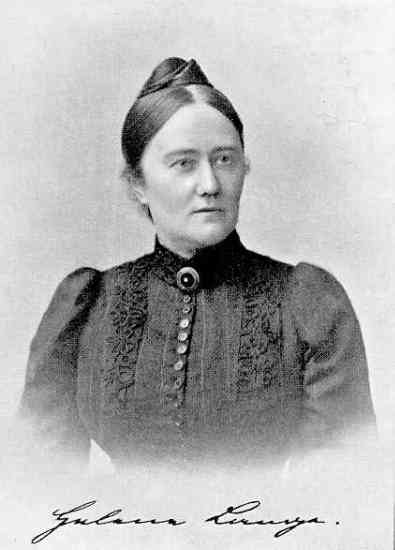
Frauenrechtlerin Helene Lange, vor 1899
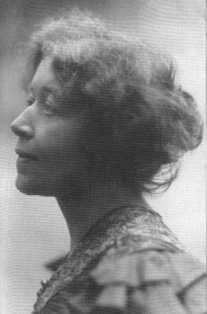
Schriftstellerin und Historikerin Ricarda Huch, 1901
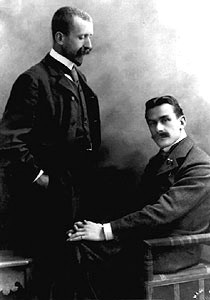
Die Schriftsteller Heinrich und Thomas Mann, um 1902
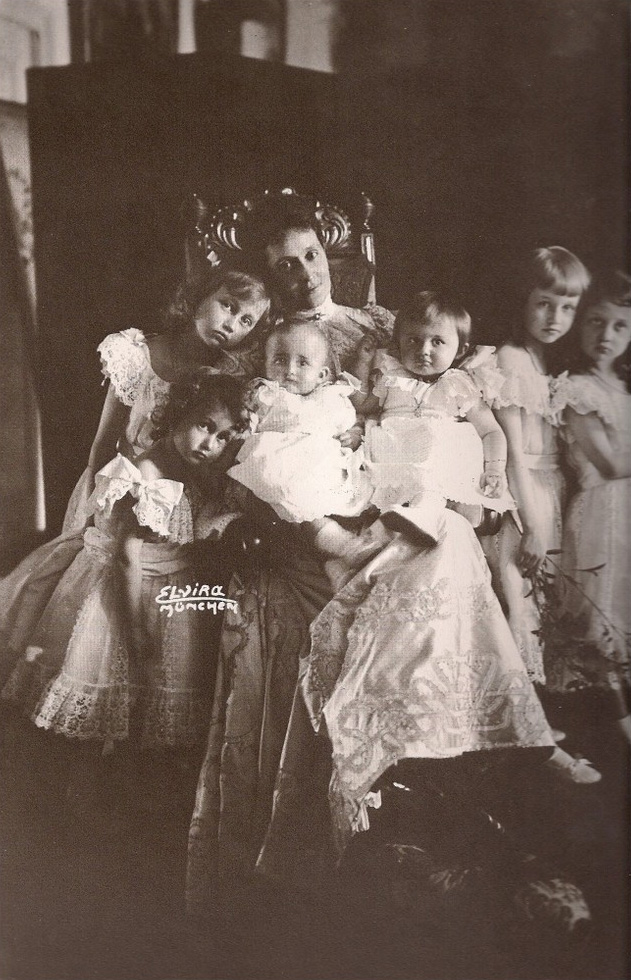
Regentin des Großherzogtums Luxemburg Maria Anna von Portugal, 1903
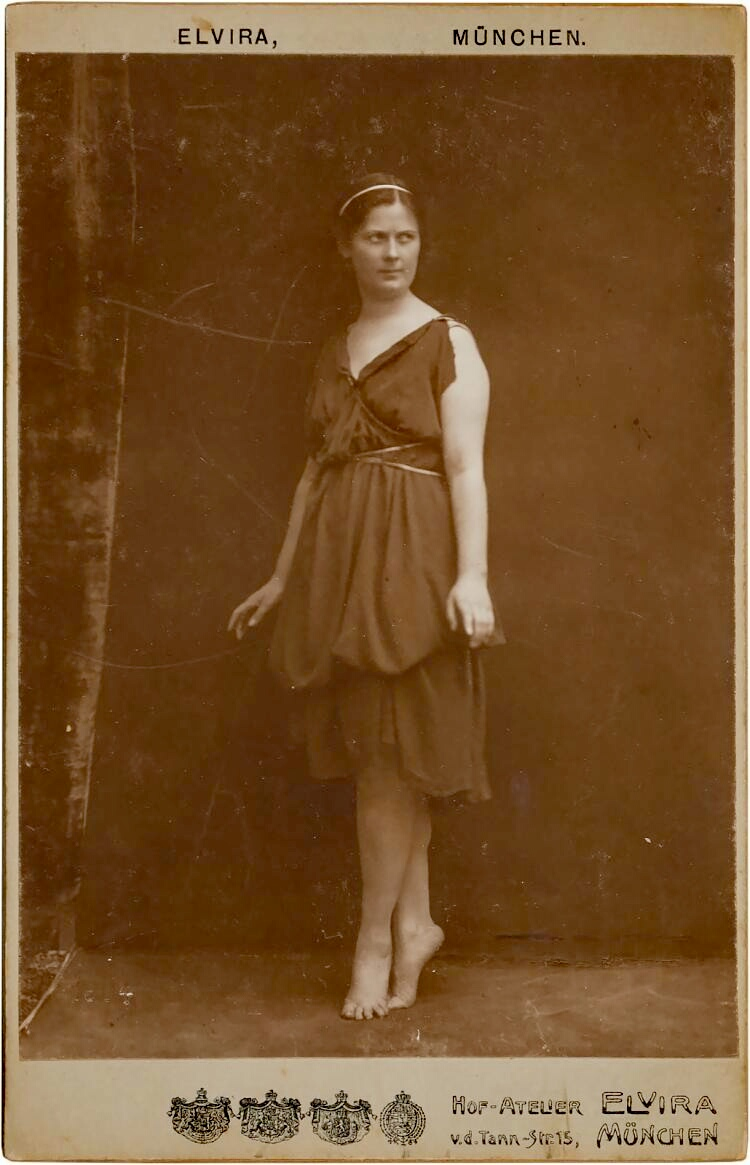
Tänzerin Isidora Duncan
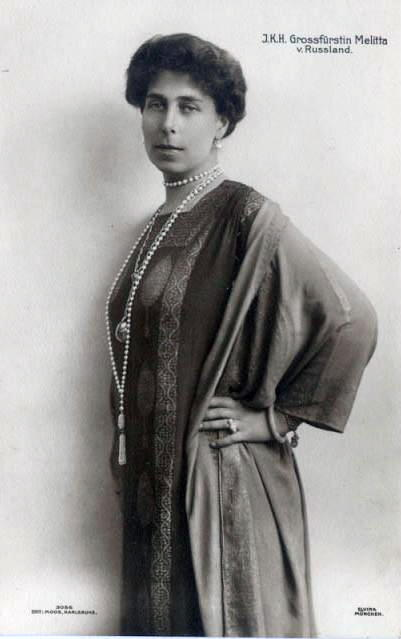
Großfürstin von Russland Victoria Melita von Sachsen-Coburg und Gotha
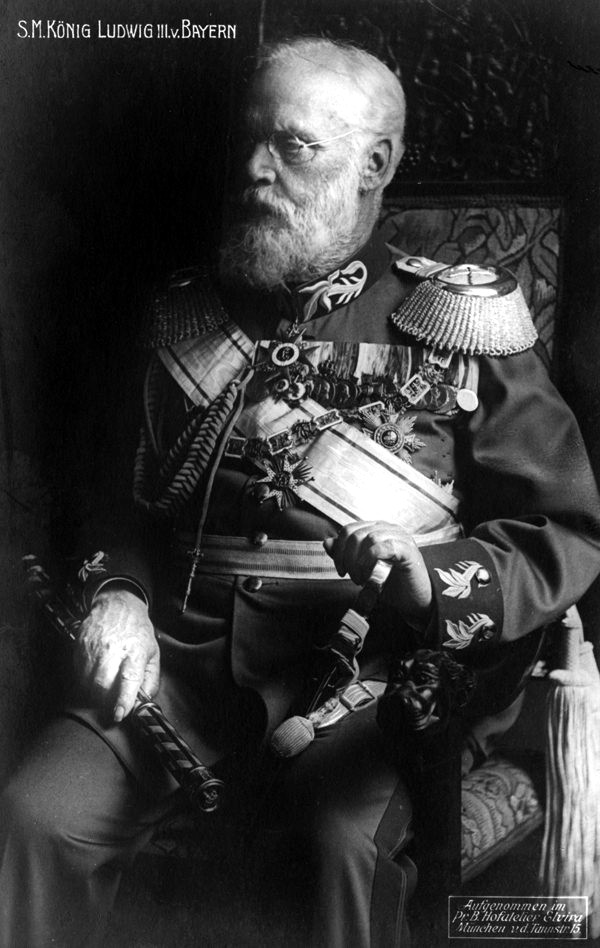
König Ludwig III. von Bayern, 1914